# Kabudaráhang megye

Hamadán tartomány megyéinek elhelyezkedése

Kabudaráhang megye (perzsául: شهرستان کبودراهنگ) Irán Hamadán tartománynak egyik északnyugati megyéje az ország nyugati részén. Északon, északnyugaton és nyugaton Kurdisztán tartomány, keleten Razan megye, délkeleten Fámenin megye, délről Hamadán megye és Bahár megye határolják. Székhelye a  19 000 fős Kabudaráhang városa. második legnagyobb városa a 2200 fős Sirin Szu. További városa még: Gol-tape. A megye lakossága 137 919 fő. A megye három további kerületre oszlik: Központi kerület, Gol-tape kerület és Sirin Szu kerület.

## Fordítás
- Ez a szócikk részben vagy egészben  a   Kabudarahang County című angol Wikipédia-szócikk ezen változatának fordításán alapul.  Az eredeti cikk szerkesztőit annak laptörténete sorolja fel. Ez a jelzés csupán a megfogalmazás eredetét és a szerzői jogokat jelzi, nem szolgál a cikkben szereplő információk forrásmegjelöléseként.